# Büntetés-végrehajtási szervezet
A büntetés-végrehajtási szervezet a törvényben meghatározott szabadságelvonással járó büntetéseket, intézkedéseket, büntetőeljárási kényszerintézkedéseket, a szabálysértések miatt kiszabott pénzbírságok átváltoztatása folyamán megállapított elzárásokat, továbbá – a törvény által megállapított körben – idegenrendészeti őrizetet is végrehajtó állami, fegyveres rendvédelmi szervek összessége. A büntetés-végrehajtási szervek felügyeletét, ellenőrzését és szakmai irányítását, valamint a feladatok ellátásához szükséges feltételek biztosítását a Büntetés-végrehajtás Országos Parancsnoksága (BvOP) látja el.

## A Büntetés-végrehajtási szervek

### Országos és regionális intézetek
- Állampusztai Országos Büntetés-végrehajtási Intézet
- Balassagyarmati Fegyház és Börtön
- Budapesti Fegyház és Börtön
- Fiatalkorúak Regionális Büntetés-végrehajtási Intézete
  - Kecskemét
  - Pécs
  - Szirmabesenyő
  - Tököl
- Kalocsai Fegyház és Börtön
- Kiskunhalasi Országos Büntetés-végrehajtási Intézet
- Közép-dunántúli Országos Büntetés-végrehajtási Intézet
- Márianosztrai Fegyház és Börtön
- Nagyfai Országos Büntetés-végrehajtási Intézet
- Pálhalmai Országos Büntetés-végrehajtási Intézet
- Sátoraljaújhelyi Fegyház és Börtön
- Sopronkőhidai Fegyház és Börtön
- Szegedi Fegyház és Börtön
- Szombathelyi Országos Büntetés-végrehajtási Intézet
- Tiszalöki Országos Büntetés-végrehajtási Intézet
- Váci Fegyház és Börtön

### Vármegyei Intézetek
- Fővárosi Büntetés-végrehajtási Intézet (3 objektum)
  - 1.Nagy Ignác utcai Büntetés-végrehajtási Intézet
  - 2.Gyorskocsi utcai Büntetés-végrehajtási Intézet
  - 3.Venyige utcai Büntetés-végrehajtási Intézet
- Baranya Vármegyei Büntetés-végrehajtási Intézet
- Bács-Kiskun Vármegyei Büntetés-végrehajtási Intézet
- Békés Vármegyei Büntetés-végrehajtási Intézet
- Borsod-Abaúj-Zemplén Vármegyei Büntetés-végrehajtási Intézet
- Győr-Moson-Sopron Vármegyei Büntetés-végrehajtási Intézet
- Hajdú-Bihar Vármegyei Büntetés-végrehajtási Intézet
- Heves Vármegyei Büntetés-végrehajtási Intézet
- Jász-Nagykun-Szolnok Vármegyei Büntetés-végrehajtási Intézet
- Somogy Vármegyei Büntetés-végrehajtási Intézet
- Szabolcs-Szatmár-Bereg Vármegyei Büntetés-végrehajtási Intézet
- Tolna Vármegyei Büntetés-végrehajtási Intézet
- Veszprém Vármegyei Büntetés-végrehajtási Intézet
- Zala Vármegyei Büntetés-végrehajtási Intézet

### A büntetés-végrehajtás gazdasági társaságai
IPARI JELLEGŰ TÁRSASÁGOK (8)
- ÁBRÁND-Ágynemű, Fehérneműgyártó és Forgalmazó Kft.
- Nagyfa-Alföld Mezőgazdasági és Vegyesipari Kft.
- Budapesti Faipari Termelő és Kereskedelmi Kft. (BUFA Kft.)
- Duna-Mix Ipari, Kereskedelmi, Szolgáltató Kft. (Duna-Mix Kft.)
- Dunai Vegyesipari Termelő Kereskedelmi és Szolgáltató Kft. (Duna Papír Kft.)
- Ipoly Cipőgyár Termelő és Szolgáltató Kft.
- Kalocsai Konfekcióipari Termelő és Kereskedelmi Kft.
- NOSTRA Vegyesipari Kereskedelmi és Szolgáltató Kft.
- Sopronkőhidai Szövő- és Ruhaipari Kft.

MEZŐGAZDASÁGI JELLEGŰ TÁRSASÁGOK (3)
- Állampusztai Mezőgazdasági és Kereskedelmi Kft.
- Annamajori Mezőgazdasági és Kereskedelmi Kft.
- Pálhalmai Agrospeciál Mezőgazdasági Termelő, Értékesítő és Szolgáltató Kft.

### Büntetés-végrehajtási intézmények
- Szegedi Fegyház és Börtön I. Csillag börtön II. Dorozsmai út III. Nagyfa
- Büntetés-végrehajtás Központi Kórháza (Tököl)
- Büntetés-végrehajtási Szervezet Oktatási Központja (Budapest)
- Büntetés-végrehajtási Szervezet Továbbképzési és Rehabilitációs Központja (Pilisszentkereszt, Igal)
- Igazságügyi Megfigyelő és Elmegyógyító Intézet (IMEI) (Budapest)
- Rendőrtiszti Főiskola (RTF) Büntetés-végrehajtási Tanszéke (Budapest)

### Megszűnt (összevont, átalakult) Büntetés-végrehajtási intézetek, intézmények
- Martonvásári Büntetés-végrehajtási Intézet – (1994)
- Büntetés-végrehajtás Központi Ellátó Intézménye (KEI) – (2005)
- Komárom-Esztergom Megyei Büntetés-végrehajtási Intézet- (2006)
- Büntetés-végrehajtás Továbbképzési és Konferencia Központja (2007)
- Büntetés-végrehajtás Továbbképzési és Rehabilitációs Központja (2007)
- Fejér Megyei Büntetés-végrehajtási Intézet (2007)
- Baracskai Országos Büntetés-végrehajtási Intézet (2007)
- Vas Megyei Büntetés-végrehajtási Intézet (2008)